# Reykjavík
Reykjavík ([ˈreiːcaˌviːk] în AFI) este capitala Islandei, cel mai mare oraș din această țară și capitala cea mai nordică din lume, fiind aflată foarte aproape de cercul polar. Se află în sud-vestul țării, în golful Faxaflói - o regiune cu multe peninsule, insule și strâmtori.
Se crede că prima așezare permanentă a unor populații scandinave în această zonă datează din anul 870 e.n. Legenda îi atribuie lui Ingólfur Arnarson alegerea acestui loc. Etimologia Reykjavík-ului se datorează multelor izvoare termale din jurul acestei regiuni, Reykjavík traducându-se prin „golful aburilor”.

## Geografie
Reykjavík se află în sud-vestul Islandei. În zona orașului, coasta Atlanticului este caracterizată prin prezența a numeroase peninsule, golfuri, strâmtori și insule.
În timpul Erei glaciare (acum aproximativ 10.000 de ani) un mare ghețar acoperea părți din zona orașului, până la Álftanes. Alte părți din oraș erau acoperite de apele mării. În perioadele calde și la sfârșitul erei glaciare, unele din dealuri, ca de exemplu Öskjuhlíð erau insule. Fostul nivel al mării este indicat de sedimente aflate până la o altitudine de 43 m peste nivelul actual al mării. Dealurile Öskjuhlíð și Skólavörðuholt par a fi rămășițele unor foști vulcani activi în timpul perioadelor mai calde ale erei glaciare.

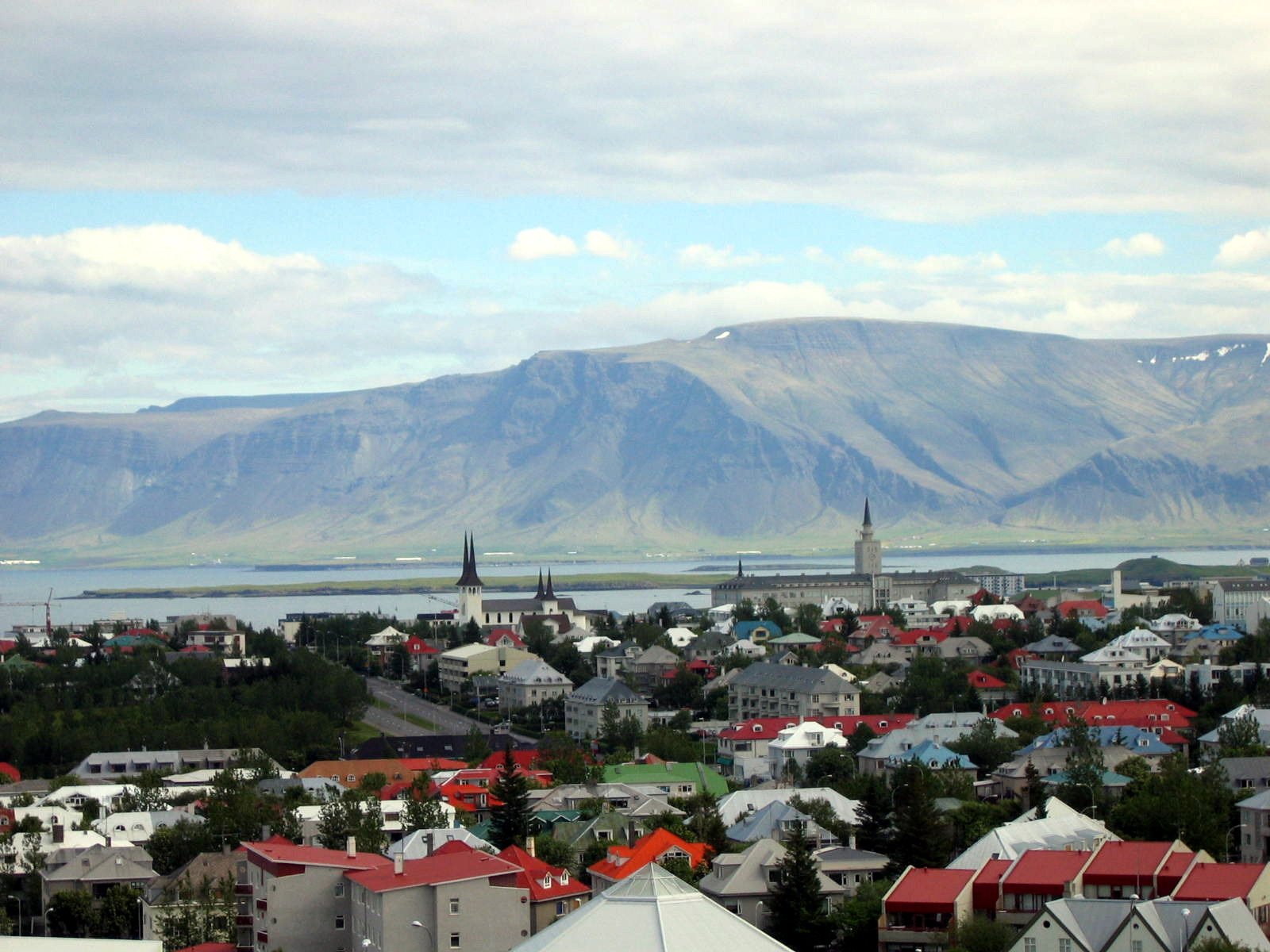
Reykjavík văzut dinspre Perlan.

După era glaciară, pământul s-a ridicat pe măsură ce majoritatea ghețarilor s-au prăbușit, și a început să arate ca astăzi.
Zona capitalei a continuat însă să fie modelată de cutremure și erupții vulcanice, cum ar fi cea de acum 4500 de ani din lanțul muntos Bláfjöll, când lava ce cobora din valea Elliðaá a ajuns la mare în golful Elliðavogur.
Cel mai mare râu ce curge prin Reykjavík este râul Elliðaá, râu nenavigabil, cunoscut pentru pescuitul de somon. Vârful Esja, de 914 m, este cel mai înalt munte din apropierea Reykjavíkului.
Orașul Reykjavík se află în mare parte pe peninsula Seltjarnarnes, dar suburbiile se întind înspre sud și est. Reykjavík este un oraș împrăștiat; mare parte din zona sa urbană se prezintă ca suburbii cu densitate scăzute, iar casele sunt de regulă la distanțe mari unele de altele. Cartierele rezidențiale exterioare sunt și ele la distanțe mari unele de altele; ele sunt legate de principalele artere de circulație care traversează spații vaste nelocuite.

## Climă
În ciuda poziției sale în extremitatea nordică a Atlanticului, Reykjavík are o climă mult mai caldă decât majoritatea locurilor aflate la aceeași latitudine. Temperaturile medii din timpul iernii nu sunt mult mai mici decât cele din New York City. Temperaturile scad rareori sub -10 °C iarna, deoarece clima coastei islandeze suferă influența moderatoare a curentului Golfului. Clima este una subpolară oceanică, iar orașul se află la extremitatea nordică a zonei de climă temperată. Poziția orașului pe coastă îl expune, însă, vânturilor care sunt foarte puternice iarna. Verile sunt răcoroase, temperatura fluctuând între 10–15 °C, depășind uneori 20 °C. Reykjavík are parte de 213 zile cu precipitații măsurabile pe an. Perioadele de secetă sunt rare și apar rareori în timpul verii. Primăvara tinde să fie cel mai însorit anotimp, în mod deosebit luna mai. Anual, în Reykjavík sunt aproximativ 1.300 de ore de vreme însorită, comparabil cu alte locuri din europa de nord și nord-est. Cea mai ridicată temperatură înregistrată vreodată în Reykjavík a fost de 26,2 °C, la 30 iulie 2008, iar cea mai scăzută temperatură a fost de -24,5 °C la 21 ianuarie 1918. Temperatura nu a scăzut sub -20 C° de la 30 ianuarie 1971.

## Istorie

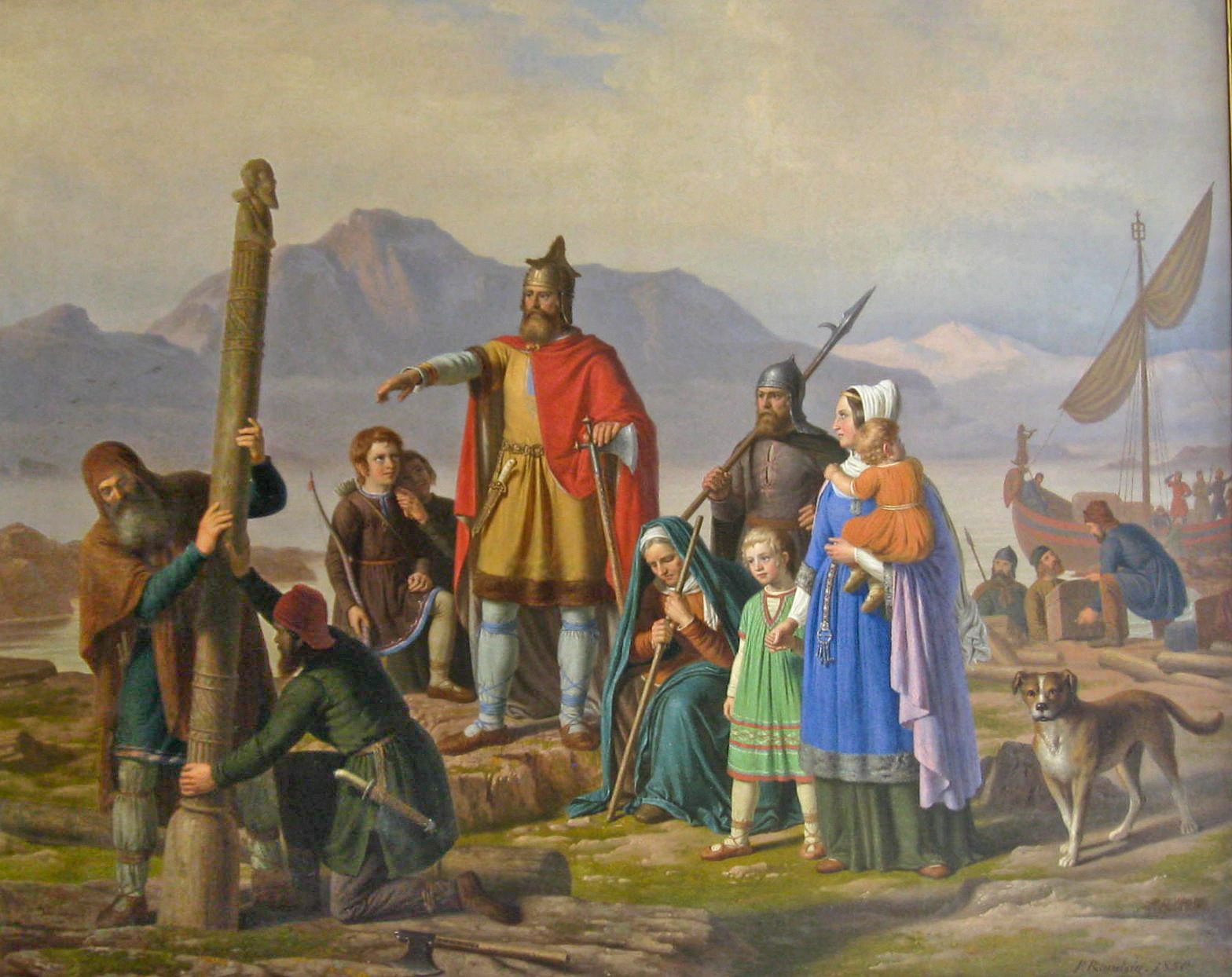
Ingólfur poruncește ridicarea stâlpilor înaltului scaun

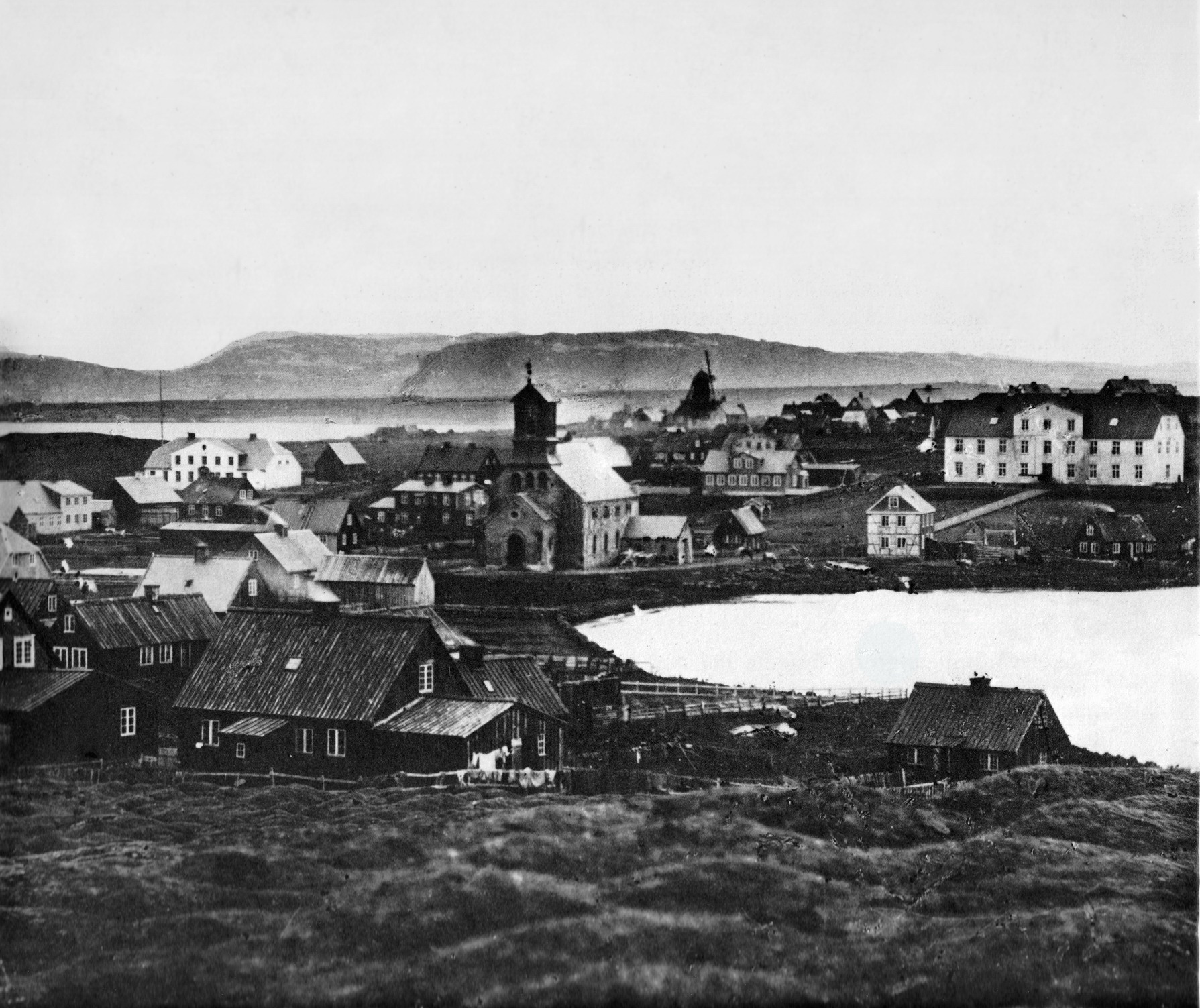
Reykjavík în anii 1860

Prima așezare permanentă din Islanda este considerată a fi cea înființată la Reykjavík de Ingólfur Arnarson în preajma anului 870; aceasta este descrisă în Landnámabók (Cartea Așezării). Acolo se vorbește despre cum Ingólfur Arnarson a hotărât locul așezării sale printr-o metodă tradițională vikingă: și-a aruncat stâlpii înaltului scaun, Öndvegissúlur, în ocean când a văzut coasta și s-a îndreptat spre locul unde stâlpii s-au dus la țărm. Aburul izvoarelor fierbinți din regiune este cel care a dat numele orașului Reykjavík, cuvânt ce se poate traduce ca „Golful Fumurilor”.
Reykjavík nu este menționat în nicio sursă medievală ca altceva decât ca o zonă agricolă dar în secolul al XVIII-lea a început să devină o concentrare urbană. Conducătorii danezi ai Islandei au susținut ideea unei industrii locale islandeze care să ajute la stimularea progresului economic al insulei. În 1752, Regele Danemarcei a donat moșia Reykjavík Corporației Innréttingar; numele acesteia vine din danezul „indretninger”, care înseamnă „întreprindere”. Liderul acestei mișcări a fost Skúli Magnússon. În anii 1750, s-au construit mai multe case pentru persoanele implicate în industria lânei care avea să fie cel mai important sector economic al Reykjavíkului timp de câteva decenii și motivul inițial al existenței sale. Innréttingar încuraja practicarea și a altor activități economice, cum ar fi creșterea peștilor, mineritul sulfului, agricultura și industria navală.
Coroana daneză a abolit monopolul comercial în 1786 și a acordat o chartă comercială exclusivă la șase comunități din toată țara, una dintre ele, și singura care a păstrat-o permanent, fiind Reykjavík. 1786 este considerat a fi anul fondării orașului. Drepturile comerciale erau încă restricționate, doar supușii coroanei daneze beneficiind de ele, iar negustorii danezi au continuat să domine comerțul din Islanda. În următoarele decenii, afacerile lor din Islanda s-au extins. După 1880, comerțul liber a fost acordat tuturor naționalităților și influența negustorilor islandezi a început să crească.

### Creșterea naționalismului
Sentimentele naționaliste au câștigat în influență în secolul al XIX-lea și dorința de independență pentru Islanda a început să se răspândească printre localnici. Reykjavík, fiind singurul oraș al Islandei, a fost locul în care aceste idei s-au născut și au evoluat. Susținătorii independenței Islandei și-au dat seama că un Reykjavík puternic este esențial pentru acest obiectiv. În 1845, Alþingi, adunarea populară înființată de islandezi în 930, s-a reînființat la Reykjavík; ea fusese suspendată cu câteva zeci de ani în urmă, după ce fusese localizată în Þingvellir. Atunci, ea funcționa doar ca adunare cu rol consultativ pentru Rege în ce privește afacerile locale islandeze. Amplasarea adunării Alþingi în Reykjavík a făcut din acest oraș capitala Islandei. În 1874 Islanda a primit o constituție și, odată cu ea, Alþingi a câștigat unele puteri legislative limitate. Următorul pas a fost mutarea organismelor executive în Islanda, ceea ce s-a făcut în 1904 prin acordarea drepturilor de autoguvernare, fiind înființat postul de Prim Ministru al Islandei la Reykjavík. Cel mai mare pas spre independența Islandei a fost făcut la 1 decembrie 1918, când Islanda a devenit stat suveran sub Coroana Danemarcei, Regatul Islandei.
În anii 1920 și 1930, mare parte a flotei de pescuit islandeze își avea baza din Reykjavík și producția de cod sărat a fost principala industrie a orașului, dar Marea Criză Economică a lovit Reykjavíkul puternic, șomajul crescând și frământările sindicale devenind uneori violente.

### Al doilea război mondial

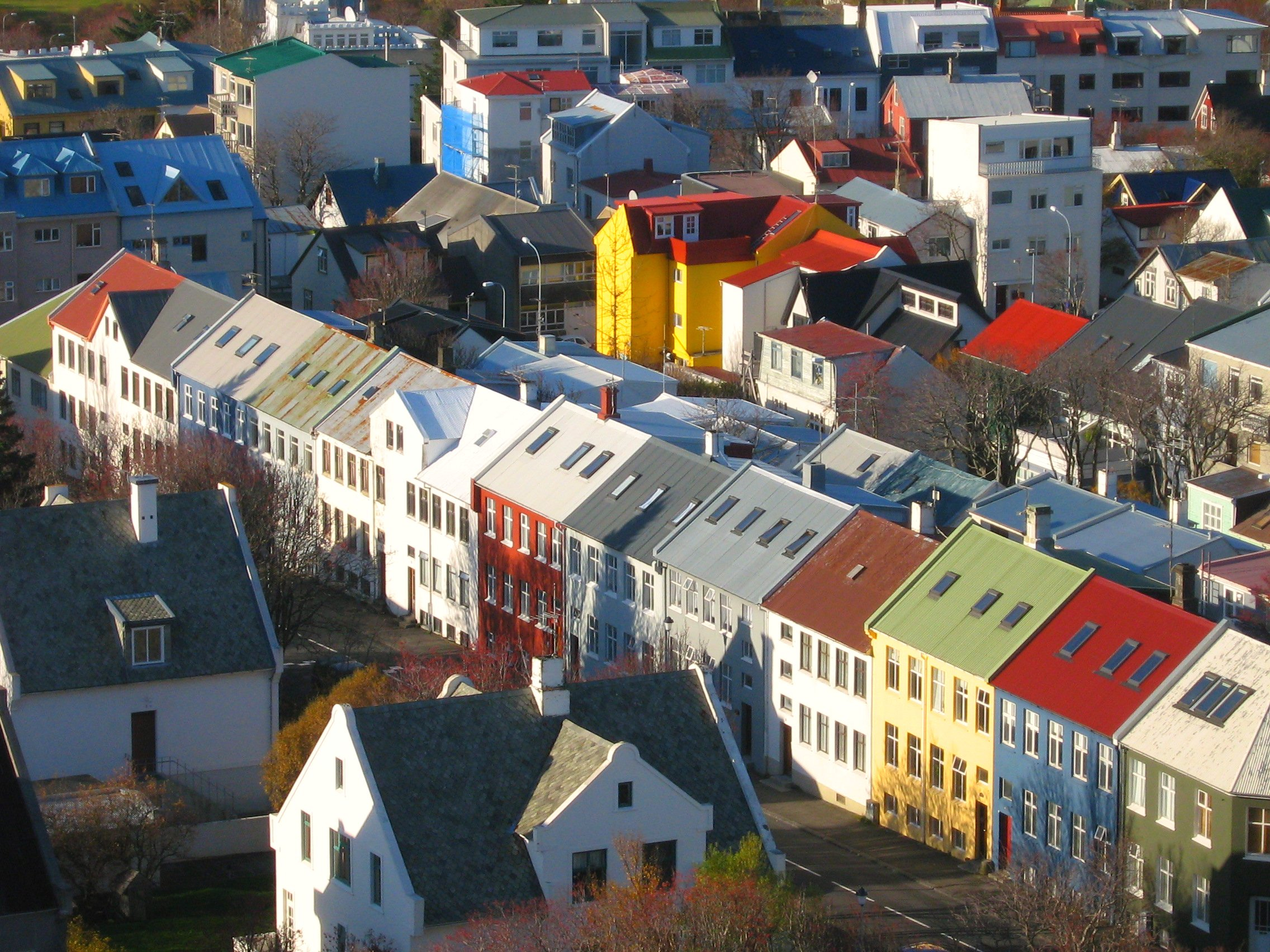
Acoperişuri colorate Reykjavík.

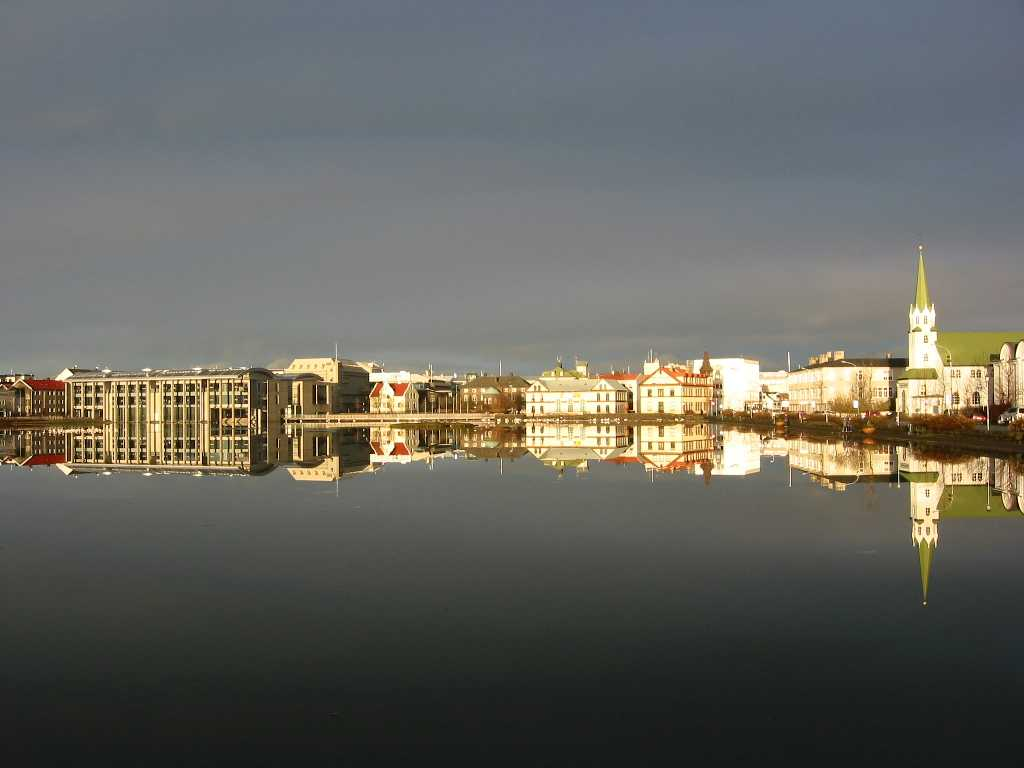
Tjörnin (Heleșteul) din centrul Reykjavíkului.

În dimineața de 10 mai 1940, după ce Germania a ocupat Danemarca la 9 aprilie, patru nave de război britanice s-au apropiat de Reykjavík și au ancorat în port. După câteva ore, Aliații au ocupat Reykjavíkul. Nu a existat nicio formă de rezistență și șoferii de autovehicule au ajutat forțele de ocupație care inițial nu avea autovehicule motorizate. Guvernul islandez primise numeroase cereri din partea celui britanic pentru a accepta ocupația, dar acestea au fost respinse pe baza politicii de neutralitate. În anii războiului, armata britanică, și apoi și cea americană, au construit baze în Reykjavík; numărul soldaților străini din Reykjavík a ajuns să fie la fel de mare ca populația locală.
Efectele economice ale ocupației au fost pozitive pentru Reykjavík: șomajul din anii de criză s-a evaporat și s-a construit mult. Britanicii au construit Aeroportul Reykjavík, folosit și astăzi, mai ales pentru zboruri locale; americanii au construit Aeroportul Keflavík ce a devenit apoi principalul aeroport internațional al Islandei, situat la 50 km de Reykjavík. În 1944, s-a fondat Republica Islanda și a fost ales primul Președinte prin alegeri; sediul președinției a devenit Reykjavík.

### Perioada post-belică
După război, creșterea Reykjavíkului a accelerat. A început un exod masiv dinspre zona rurală înconjurătoare, mai ales din cauza progresului tehnologic din agricultură care a redus nevoia de forță de muncă, și din cauza creșterii demografice datorate condițiilor mai bune de viață din țară. Un sat odinioară primitiv s-a transformat rapid într-un oraș modern. Autovehiculele au devenit parte din peisaj și în suburbii au apărut complexe imobiliare moderne. Mare parte din Reykjavík și-a pierdut aspectul rural. În 1972, Reykjavík a găzduit campionatul mondial de șah, cu finala disputată între Bobby Fischer și Boris Spassky.
Summitul de la Reykjavík între Ronald Reagan și Mihail Gorbaciov a subliniat nou statut internațional al Reykjavíkului. Reducerea reglementărilor din sectorul financiar și revoluția informatică a anilor 1990 au transformat din nou Reykjavíkul. Sectorul financiar și tehnologia informației sunt astăzi printre principalele industrii ale orașului.

## Demografie

### Evoluția populației
Populația orașului Reykjavík între anii 1900 - 2010:

## Administrație publică
Consiliul local guvernează orașul Reykjavík, conform legii 45/1998 fiind ales direct de locuitorii cu domiciliul în oraș cu vârsta de peste 18 ani. Consiliul are 15 membri aleși pentru un mandat de 4 ani. 
Consiliul alege membrii comisiilor, și fiecare comisie gestionează un anume domeniu cu autoritatea consiliului. Cea mai importantă comisie este Comisia Municipală ce deține puterile executive împreună cu primarul. Primarul este principalul oficial și conduce operațiunile municipale. Alți oficiali controlează instituțiile publice locale sub autoritatea primarului. Astfel, administrația constă din două ramuri diferite: 
- Puterea politică a Consiliului Local și a comisiilor
- Oficialii publici sub autoritatea primarului care administrează și gestionează implementarea politicilor

### Controlul politic
Partidul Independenței a deținut controlul consiliului local de la înființarea partidului în 1929 și până în 1978, când au pierdut la limită majoritatea absolută. Între 1978 și 1982, o majoritate în consiliul local a fost formată de Alianța Populară, Partidul Social Democrat și Partidul Progresist.
Partidul Independenței a recâștigat majoritatea la alegerile din 1982 și a păstrat-o până în 1994. La acele alegeri, adversarii acestuia s-au aliat într-un bloc politic denumit Reykjavíkurlistinn, sau „lista R”. Acea alianță a deținut controlul până în 2006. La alegerile din mai 2006, electoratul a avut de ales între cinci partide politice, din care trei făcuseră parte din „lista R”. Partidul Independenței a obținut 7 locuri în consiliu și nu a câștigat o majoritate absolută, dar s-a aliat cu Partidul Progresist care câștigase un mandat, formând astfel o nouă majoritate care a preluat puterea în iunie 2006. În octombrie 2007 consilierul Partidului Progresiv s-a retras din alianță, formând o nouă majoritate cu Alianța Social-Democrată (4), Verzii de Stânga (2) și lista F (1) (liberali și independenți), după controversele legate de REI, o companie subsidiară a OR, compania energetică locală. După trei luni, liderul listei F s-a alăturat, însă, Partidului Independenței și a format o nouă majoritate. Ólafur F. Magnússon, liderul listei F, a fost ales primar la 24 ianuarie 2008, cu o înțelegere ca în martie 2009 Partidul Independenței să numească un nou primar. La 14 august 2008, s-a format însă o a patra majoritate a mandatului, când Partidul Independenței și Partidul Progresist au preluat din nou puterea, cu Hanna Birna Kristjánsdóttir ca primar.

### Primarul
Primarul este numit de consiliul local; de regulă, unul dintre consilieri este ales primar, dar aceasta nu este o regulă.
Funcția de primar a fost introdusă în 1907, iar în 1908 s-au cerut candidaturi pentru acest post. Doi candidați au depus cereri, Páll Einarsson, șef al poliției și primar al orașului Hafnarfjörður, și Knud Zimsem, consilier local în Reykjavík. Páll a fost numit la 7 mai și a fost primar timp de șase ani. La acea vreme, primarul primea un salariu de 4500 IKR pe an și 1500 IKR pentru cheltuieli.

## Infrastructură

### Drumuri
Rata deținerii de autovehicule în Islanda este una dintre cele mai mari din lume, cu aproximativ 522 de vehicule la mia de locuitori, deși Reykjavík nu este afectat prea grav de problemele de trafic. Orașul este brăzdat de șosele largi cu multe benzi ce leagă diversele cartiere și suburbii, iar locurile de parcare sunt abundente. Transportul public constă într-un sistem de autobuze (numite Strætó bs). Centura orașului îl ocolește pe la margini și îl leagă de restul Islandei.

### Aerporturi și porturi
Aeroportul Reykjavík, al doilea aeroport din țară după Aeroportul Internațional Keflavík, se află în oraș, imediat la sud de centru. El este folosit mai ales pentru zboruri locale și zboruri către Groenlanda și Insulele Feroe. El a fost construit de forțele de ocupație britanice în timpul celui de-Al Doilea Război Mondial, când se afla la marginea unui Reykjavík mult mai mic.
Reykjavík are două porturi maritime, cel vechi de lângă centrul orașului fiind folosit mai ales pentru nave de pescuit și de croazieră. Sundahöfn, un port mai nou, se află în estul orașului și este cel mai mare port de mărfuri din țară.

### Căile ferate
Nu există sistem public de căi ferate în Islanda, din cauza terenului, doar locomotivele utilizate la construirea docurilor fiind expuse în oraș.

## Cultură
„Casa de Cultură” s-a deschis în 1909 și are mai multe expoziții importante. Inițial fiind Muzeul Național și de Istorie Naturală, în 2000 el a fost remodelat pentru a promova cultura islandeză. Multe dintre comorile naționale ale Islandei sunt expuse aici, printre care Edda Poetică și Sagas, în manuscris original. Sunt și expoziții temporare pe diverse subiecte.

## Orașe înfrățite
- Caracas, Venezuela
- Copenhaga, Danemarca
- Moscova, Rusia
- Helsinki, Finlanda
- Nuuk, Groenlanda
- Kingston upon Hull, Regatul Unit
- Oslo, Norvegia
- Seattle, SUA
- Stockholm, Suedia
- Sankt Petersburg, Rusia
- Tórshavn, Insulele Feroe
- Vilnius, Lituania
- Winnipeg, Canada
- Strumica, Macedonia
- Zevenaar, Olanda